# 1820 au Canada
Pour un article plus général, voir Chronologie du Canada.
Cet article traite des événements qui se sont produits durant l'année 1820 au Canada.

## Événements

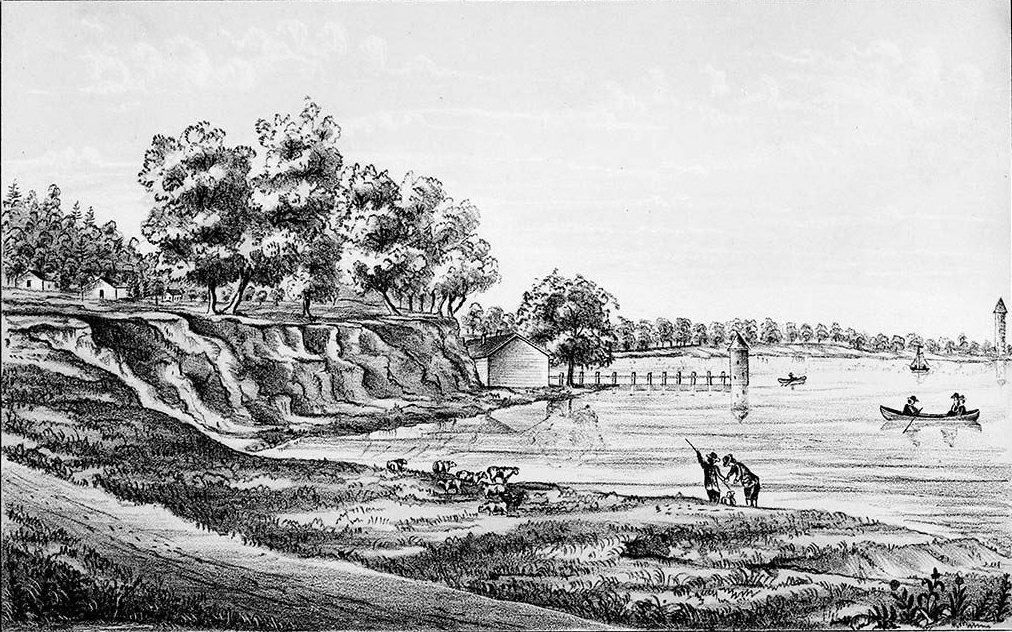
Port de Toronto en 1820 par Maitland (cropped)

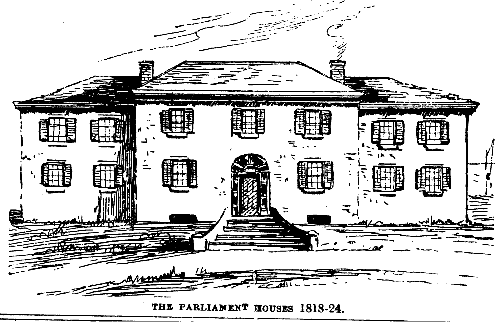
Deuxième parlement du Haut-Canada

- 29 janvier : George IV devient roi de la Grande-Bretagne et de ses colonies.
- 1 février : formation du District de Montréal à l'intérieur de l'Archevêché de Québec. Jean-Jacques Lartigue en est l'Évêque auxiliaire.
- 3 février : début de la Septième législature du Nouveau-Brunswick (en).
- 19 juin : Lord Dalhousie devient gouverneur du Bas-Canada (fin en 1828)[1].
- Juin : La colonie de l'Île du Cap-Breton est annexée par la Nouvelle-Écosse.
- 25 juillet : Début de la Onzième assemblée générale de l'Île-du-Prince-Édouard (en).
- 14 décembre : ouverture de la Onzième législature du Bas-Canada.
- Projet d’union entre le Haut et le Bas-Canada. D’après le projet, l’anglais serait la seule langue officielle ; tout membre de l’Assemblée devrait avoir une propriété foncière d’au moins 500 livres sterling. Louis-Joseph Papineau et son second, John Neilson, partent pour Londres avec une pétition de 60 000 signatures.
- Remaniement Constitutionnel au Haut-Canada.
- Les Comtés unis de Prescott et Russell rejoignent la municipalité du Haut-Canada (aujourd'hui Ontario).
- Début de la construction du Fort de l'île Sainte-Hélène en face de Montréal qui va remplacer la Citadelle de Montréal.
- Les députés du Haut Canada s'installent dans leur nouveau parlement.
- William Lyon Mackenzie émigre au Canada.
- Mise en place de la 12e assemblée générale de la Nouvelle-Écosse (en).
- Alexander Keith fonde la brasserie Alexander Keith's à Halifax.
- La communauté anglophone habitant le canton de Shipton au Bas-Canada ont leur ville nommée Richmond en l'honneur du gouverneur Charles Lennox duc de Richmond.

### Exploration de l'Arctique

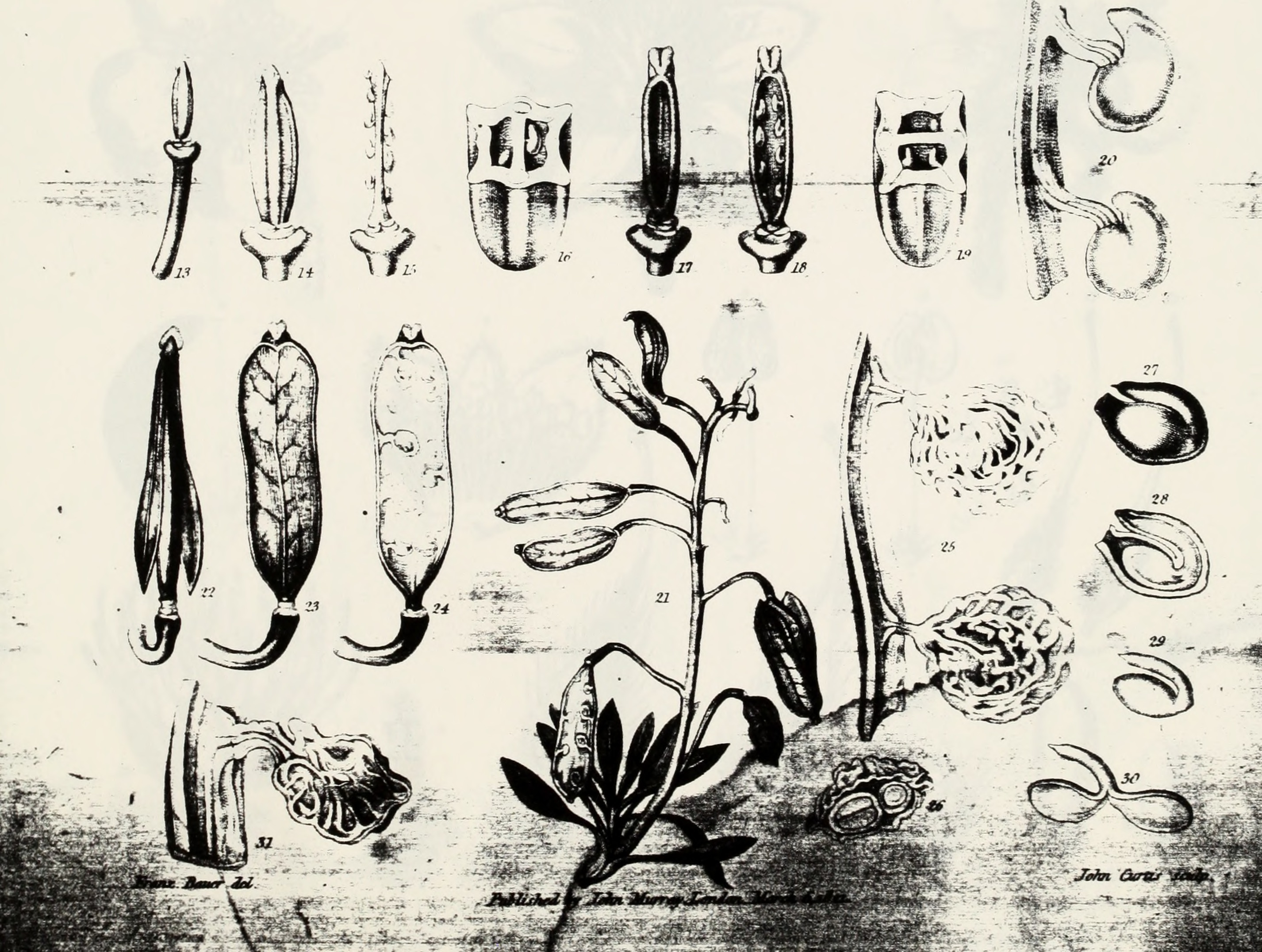
Chloris Melvilliana - une liste de plantes cueillies sur l'Île Melville, (latitude 74-75 N., longitude 110-112 W.) en 1820 (1823) (20615940971)

- William Edward Parry lors de la fin de sa première expédition dans l'Arctique aperçoit une terre qu'il nomme terre de Banks en l'honneur du scientifique anglais Joseph Banks. Cette terre est maintenant connue comme étant l'Île de Banks.
- Expédition Coppermine : John Franklin et ses hommes  atteignent Fort Providence au Grand lac des Esclaves. Ils repartent vers la Rivière Coppermine et ils construisent Fort Enterprise pour y passer un deuxième hiver. Ils sont constamment en manque de nourriture.

## Naissances
- 17 janvier : Hiram Blanchard, premier ministre de la Nouvelle-Écosse.
- 17 février : Elzéar-Alexandre Taschereau, premier cardinal au Canada.
- 10 mars : Léon Provancher, prêtre et naturaliste.
- 12 mai : Luc Letellier de Saint-Just, lieutenant-gouverneur du Québec.
- 30 mai : Pierre-Joseph-Olivier Chauveau, premier ministre du Québec.
- 12 juillet : Joseph-Hyacinthe Bellerose, politicien.
- 22 juillet : Oliver Mowat, premier ministre de l'Ontario.
- 2 août : John Rose, homme politique.
- 6 août : Donald Alexander Smith, homme politique.
- 16 août : Andrew Rainsford Wetmore, premier des premiers ministre du Nouveau-Brunswick.
- 13 octobre : John William Dawson, géologue.
- 23 décembre : Stanley Clark Bagg, notaire et organisateur.
- 24 décembre : Joseph-Charles Taché, écrivain et homme politique.

## Décès

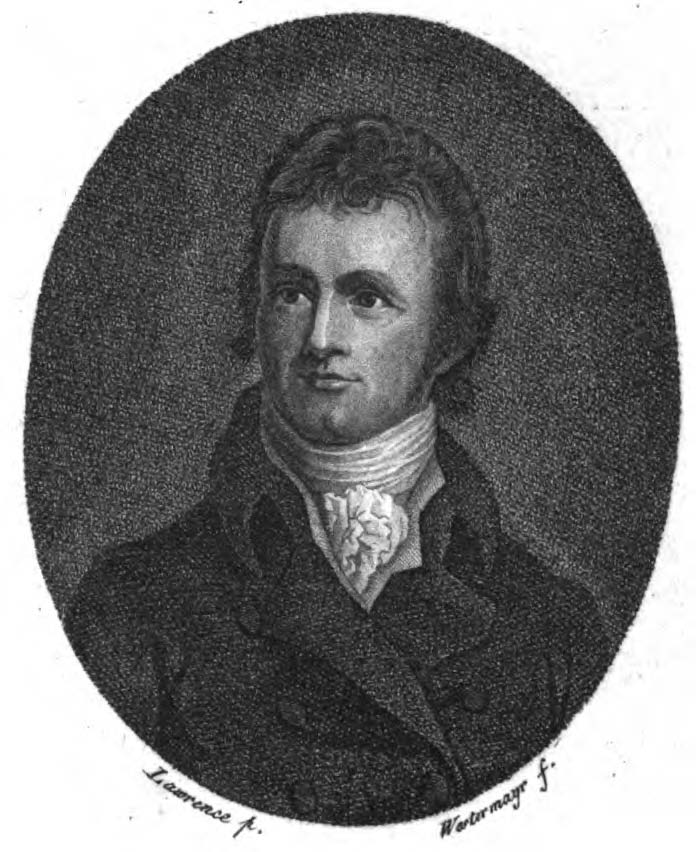
Alexander MacKenzie

- 8 janvier : Demasduit, femme Béothuk.
- 12 janvier : George III, roi de la Grande-Bretagne et de ses colonies.
- 11 mars : Alexander Mackenzie, explorateur et politicien.
- 8 avril : Thomas Douglas (5e comte de Selkirk), administrateur qui fit venir plusieurs immigrants écossais au pays.
- 24 mai : John Plaw, architecte.
- 1 décembre : Edmund Burke, premier évêque de la Nouvelle-Écosse.